# Molophilus (Molophilus) sagittarius
Molophilus (Molophilus) sagittarius is een tweevleugelige uit de familie steltmuggen (Limoniidae). De soort komt voor in het Neotropisch gebied.